# 셀레우키아의 셀레우코스
셀레우시아의 셀레우코스 (Seleucus of Seleucia, 그리스어ː Σέλευκος ὁ Σελεύκειος ; 기원전 190년 경 - fl. 기원전 150년 경)는 고대 그리스  천문학자이자 철학자이다. 셀레우코스 제국의 수도인 메소포타미아 티그리스 강의 셀레우키아 또는 에리트레아 해의 셀레우키아에서 온 그는 태양 중심설의 지지자와 조류의 원인에 대한 그의 이론으로  가장 잘 알려져 있다.

## 태양 중심설
셀레우코스는 지구가 자신의 축을 중심으로 자전하면서 태양 주위를 공전한다는 사모스의 아리스타르코스의 태양 중심설을 지지한 것으로 알려져 있다. 클루타르코스에 따르면 셀레우코스는 추론을 통해 태양 중심설을 처음으로 시연했지만 그가 어떤 주장을 사용했는지는 알려져 있지 않다. 바르텔 레인더르트 판데르바르던에 따르면 셀레우코스는 기하학적 모델의 상수를 결정하고 이 모델을 사용하여 행성 위치를 계산하는 방법을 개발하여 태양 중심 이론을 구성했을 수 있었다. 코페르니쿠스는 나중에 16세기에 수행했다. 그는 히파르코스와 동시대 사람이었기 때문에 당시에 사용 가능했던 삼각법을 사용했을 수도 있다.
헤라클리데스 폰티쿠스 (기원전 387년 – 312년) 시대 이후로 내행성인 수성과 금성은 그들의 위치가 태양으로부터 단지 작은 각도로 갈라지기 때문에 때때로 태양 행성으로 명명되었다.
그리스 지리학자 스트라본에 따르면 셀레우코스는 우주가 무한하다고 가정한 최초의 인물이기도 하다. 그의 원본은 남아 있지 않으며,  그의 작품 중 일부는 나중에 페르시아 철학자인 무함마드 이븐 자카리야 알라지 (865 – 925)가 언급한 아랍어 번역으로만 남아 있다.

## 조석 현상
루치오 루소에 따르면 태양 중심 이론에 대한 셀레우코스의 주장은 아마도 조석 현상과 관련이 있었을 것이다. 셀레우코스가 연구한 연간 조석 주기는 실제로 지구 중심 시스템으로는 거의 설명할 수 없다. 셀레우코스는 상호작용이 프네우마에 의해 중재되었다고 설명하면서 조석 이 달에 의해 발생했다는 이론을 정확하게 이론화했다. 그는 조수가 세계의 다른 지역에서 시간과 강도가 다양하다는 점에 주목했다. 루소에 따르면 셀레우코스는 조석 현상을 달과 지구의 소용돌이 운동에 의한 것으로 보았는데, 후자는 지구와 달의 질량 중심 주위에서의 지구의 운동으로 해석할 수 있다.
스트라본 (3.5.9)에 따르면 셀레우코스는 조석이 달의 인력 때문이며 조석의 높이는 태양에 대한 달의 위치에 따라 다르다고 처음으로 언급했다.

## 스트라본의 셀레우코스
셀레우코스는 모두 그리스인이었던 플루타르코스, 아이티우스 (Aetius) 및 스트라본과 페르시아인 무함마드 이븐 자카리야 알라지의 글에 의해서 알려져 있다. 스트라본은 셀레우코스를 가장 영향력 있는 4명의 "칼데아" 천문학자 중 하나로 아래와 같이 기술하고 있다.
그의 지리학 16장에서 스트라본은 몇몇 "칼데아" 천문학자를 언급한다. 마지막에 그는 "셀레우키아의 셀레우키우스도 칼데아 인이었다"고 덧붙인다.   . . . 바빌로니아 점성가와 천문학자는 종종 "칼데아 인"이라고 불렸다. 스트라본은  그들을 "소위 칼데아 인"이라고 부른다 그들의 글은 그리스어로 번역되었고 게미노스(Geminos)와 같은 후기 작가들이 사용했다. 스트라본이 언급한 "칼데아 인" 천문학자는 Kidenas, Naburianos, Sudines 및 셀레우코스이다. 앞의 두명은 천문학 설형 문자 텍스트에서 아카디안 이름인 Nabu-Rimannu 및 Kidinnu로도  알려져 있다.

## 같이 보기
- 바빌로니아 천문학
- 그리스 천문학
- 조류에 대한 담론